# Ryan Shazier
(en) Statistiques sur pro-football-reference
Ryan Shazier, né le 6 septembre 1992 à Fort Lauderdale en Floride, est un joueur américain de football américain évoluant au poste de linebacker.

## Biographie

### Carrière universitaire
Il étudie à l'université d'État de l'Ohio et joue alors pour les Buckeyes d'Ohio State.

### Carrière professionnelle
Il est sélectionné à la 15e place de la Draft 2014 par les Steelers de Pittsburgh.

#### Carrière
À son année recrue, il participe à neuf matchs de la saison régulière en raison de blessures à un genou ainsi qu'à une cheville. Il cumule 24 tacles et une passe déviée.
Après un bon début de carrière, Shazier est victime d'une blessure de la colonne vertébrale le 7 décembre 2017 en tentant de tacler Josh Malone des Bengals de Cincinnati. Il est alors incapable de bouger ses jambes pendant plusieurs mois. Cependant, Shazier se remet seulement partiellement de sa blessure et ne retourne jamais au jeu. Il prend sa retraite en septembre 2020.

### Vie privée
Les shaziers ont une alopécie, une maladie auto-immune qui empêche la croissance des poils sur le corps. Le 3 mai 2019, Shazier a épousé Michelle Rodriguez.